# Anna Orlova-Tshesmenskaja
Anna Orlova-Tshesmenskaja, född 1785, död 1848, var en finländsk godsägare, filantrop och hovdam. Hon var känd för sitt engagemang mot livegenskapen. Hon var även känd för sin starka religiositet och fick under sin samtid ett rykte om sig att vara helgonlik. Hon var dotter till furstinnan Jevdokia Lopuhina och greve Aleksei Orlov-Tshesmenski och ärvde vid sin fars död år 1808 enorma godskomplex i Karelen.